# Paola Mastrocola
Œuvres principales
La gallina volante
Una barca nel bosco
Paola Mastrocola, née en 1956 à Turin en Italie, est une écrivaine italienne.

## Biographie
Paola Mastrocola a fait des études littéraires à Turin, puis est devenue quelques années enseignante de littérature italienne à l'université d'Uppsala en Suède. De retour en Italie, elle a enseigné la littérature dans divers lycées avant de se mettre à l'écriture, tout d'abord en littérature pour la jeunesse, avant de publier des essais littéraires puis finalement son premier roman en 2000. Avec le succès auprès du public et de la critique – dès son premier roman La gallina volante puis surtout avec Una barca nel bosco qui reçoit le prix Campiello en 2004 – elle se consacre alors entièrement à l'activité de romancière.

## Œuvre
Romans
- La gallina volante, éditions Guanda, 2000 – prix Italo-Calvino du premier roman, prix Rapallo-Carige et sélection finale du prix Campiello 2000
- Palline di pane, éd. Guanda, 2001 – sélection finale prix Strega 2001
- Una barca nel bosco, éd. Guanda, 2004 – prix Campiello 2004
- La scuola raccontata al mio cane, éd. Guanda, 2004
- Che animale sei ? Storia di una pennuta, éd. Guanda, 2005
- Più lontana della luna, éd. Guanda, 2007
- E se covano i lupi, éd. Guanda, 2008
- La narice del coniglio, éd. Corriere della Sera, 2008 ; rééd. Guanda, 2009
- La felicità del galleggiante. Poesie 1995-2009, éd. Guanda, 2010
- Facebook in the Rain, éd. L'Espresso, 2011 ; rééd. Guanda, 2012
- Togliamo il disturbo, Saggio sulla libertà di non studiare, éd. Guanda, 2011
- Non so niente di te, éditions Einaudi, 2013
- L'esercito delle cose inutili, éd. Einaudi, 2015
- La passione ribelle, éd. Laterza, 2015
- L'anno che non caddero le foglie, éd. Guanda, 2016

Essais
- La forma vera. Petrarca e un'idea di poesia, éd. Laterza, 1991
- La fucina di quale dio, éd. Genesi, 1991
- Le frecce d'oro. Miti greci dell'amore, éd. SEI, 1994
- L'altro sguardo. Antologia delle poetesse del Novecento, dir. Guido Davico Bonino, éditions Mondadori, 1996
- Nimica fortuna. Edipo e Antigone nella tragedia italiana del Cinquecento, éd. Tirrenia Stampatori, 1996
- L'idea del tragico. Teorie della tragedia nel Cinquecento, éd. Rubbettino, 1998
- E se divento grande. Storia del giovane Agostino, éd. SEI, 1999